# Universitat Gueràssimov de Cinematografia
La Universitat Gueràssimov de Cinematografia, anomenada oficialment Universitat Estatal Panrussa de Cinematografia S. A. Gueràssimov o VGIK (en rus: Всероссийский государственный университет кинематографии имени С.А. Герасимова, abreujat amb les sigles ВГИК) és una institució estatal d'educació professional superior i de postgrau de Rússia. Fou fundada l'1 d'octubre de 1919 a Moscou per Vladimir Gardin. Està administrada pel Ministeri de Cultura de la Federació Russa i deu el seu nom al cinematògraf soviètic Serguei A. Gueràssimov.
La universitat forma especialistes creatius en l'àmbit de la cinematografia, la televisió, el vídeo i altres arts audiovisuals.
L'any 2013, la universitat va ser classificada com a patrimoni cultural de Rússia, quedant inclosa al "Codi estatal d'objectes particularment valuosos del patrimoni cultural dels pobles de la Federació de Rússia".

## Història

### Escola Estatal de Cinema
L'1 de setembre de 1919 es va crear a Moscou la primera escola estatal de cinematografia del món, que es trobava en quatre habitacions d'un antic apartament privat ubicat a la cantonada de la plaça Sovètskaia i el carrer Tvèrskaia. Les disciplines impartides per l'escola incloïen plasticitat emocional, dansa, expressió facial, esgrima, acrobàcia, desenvolupament corporal i gimnàstica sensorial. El primer director fou Vladimir Gardin.

### Col·legi Estatal de Cinematografia (GTK)
L'any 1923 es va obrir la facultat de cinematografia, transformant-se l'escola en el Col·legi Estatal de Cinematografia (en rus: Государственный техникум кинематографии, amb les sigles ГТК). A partir de 1924 s'hi van incorporar tallers de direcció i pel·lícules d'animació. Alguns dels primers professors foren Vladimir Gardin, Lev Kuleixov i Eduard Tisse.
L'any 1925, la ubicació va canviar i part dels locals de l'antic restaurant Iar de l'avinguda Leningrad (en rus: Leningradskoie Xosse) foren incorporats a l'escola tècnica. La majoria dels locals, amb sostres alts i grans miralls de paret, foren destinats a instal·lacions de producció i pavellons de rodatge de l'estudi de cinema "Mejrabpom-Rus". Els estudiants podien accedir als platós de pel·lícules com a ajudants de direcció i càmera, i de vegades actuaven com a figurants. El 1928, Serguei Eisenstein va començar a ensenyar aquí.
El dormitori d'estudiants es trobava més al llarg de l'avinguda, als afores de la ciutat, a Vsekhsviatskoe (actual districte de Sokol).

### Institut Estatal de Cinematografia (GIK)
Per ordre de l'Exposició Agrícola Panrussa del 5 d'agost de 1930, el Col·legi Estatal de Cinematografia es va transformar en l'Institut Estatal de Cinematografia (GIK).

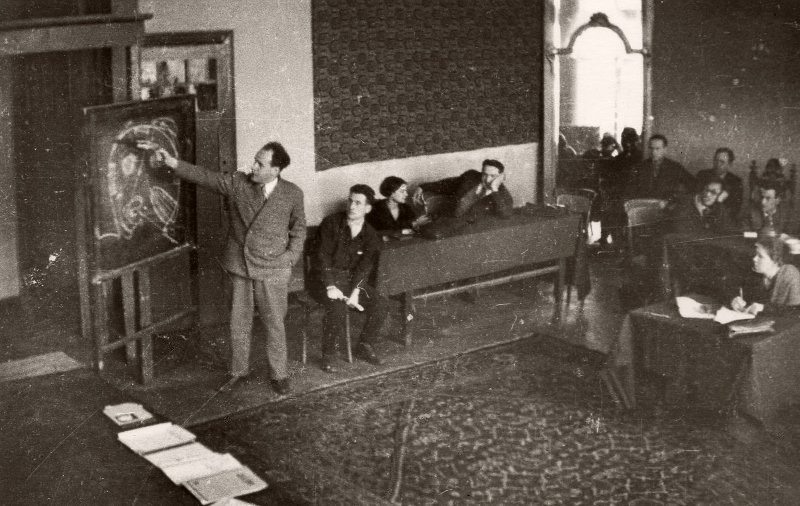
Una classe de Sergei Eisenstein,
foto: Dmitri Debabov, 1935-1936

«El GIK estava ubicat en un petit racó d'un antic restaurant. Aquí tot era més modest. És cert que a la petita sala, que servia tant de pavelló esportiu com de sala de miradors, encara hi havia miralls”, va recordar Vladimir Tomberg, que havia estudiat al departament de càmera entre 1932-1937. El 1932 Eisenstein, que tornava d'un viatge de negocis a Europa occidental i Amèrica, va esdevenir cap del departament de direcció. Tot i que només impartia classes en els departaments de direcció i guió, les seves conferències combinades per a ambdós departaments “va atraure literalment a tots els estudiants de l'institut, amb ganes d'escoltar el gran mestre. A la sala relativament petita de l'institut hi havia tanta gent que es van omplir tots els passadissos i fins i tot els ampits de les finestres».
L'institut acollia a més de 500 estudiants, que cursaven els estudis en cinc facultats: cinematografia, direcció, guió, interpretació i enginyeria, i economia. Aproximadament la meitat dels estudiants provenien de repúbliques nacionals, principalment de la regió Transcaucàsica i Àsia Central. A més de l'alberg de Vsekhsviatskoe, n'hi havia un segon a Zagorsk, prop de Moscou.

### Institut Superior Estatal de Cinematografia
El 25 d'octubre de 1934 la institució passà a denominar-se Institut Superior Estatal de Cinematografia o VGIK (en rus: Высший государственный институт кинематографии, ВГИК).

### Institut Estatal de Cinematografia de tota la Unió
Des del 17 de maig de 1938, el VGIK passà a denominar-se Institut Estatal de Cinematografia de tota la Unió (VGIK). Després d'haver abandonat la seva seu a l'avinguda Leningradskoe, durant un temps l'institut va romandre ubicat a l'ala esquerra de l'estudi de cinema Soiuzdetfilm (reanomenat més tard Estudi Cinematogràfic Màxim Gorki).
El 1938 va obrir el departament d'art. A partir de 1940, l'institut passà a ser dirigit per David Fainstein, vingut de Kíev per invitació d'I. G. Bolxakov. 
El setembre de 1938 es va començar a projectar el disseny d'un nou edifici a Rostokin, pensat per allotjar un estudi de notícies. L'edifici va ser concebut com a part d'un únic conjunt arquitectònic amb els edificis adjacents de l'estudi Soiuzdetfilm. Les aules i altres locals de l'institut van ser dissenyats per acollir a un total de 750 alumnes. La Gran Guerra Patriòtica va impedir que la construcció s'acabés a temps.
L'octubre de 1941, per decisió del Govern, el VGIK, juntament amb els estudis de cinema Mosfilm i Lenfilm, va ser evacuat a la capital de la República Socialista Soviètica del Kazakhstan, Almati, on hi va romandre fins al maig de 1943.
El 1945, es va crear un grup de formació per preparar a professionals del cinema.
A principis de la dècada de 1950, es va completar la construcció de l'ala dreta del nou edifici al carrer Wilhelm Pieck, i el 1955, el VGIK es va traslladar completament a les aules del nou edifici. Els pavellons de rodatge van romandre a l'edifici de l'Estudi de cinema M. Gorki durant uns quants anys més; al costat de l'edifici principal, a la part posterior, s'hi va afegir un edifici d'estudi de cinema de formació amb pavellons i tallers, que va permetre incloure classes pràctiques en el procés d'aprenentatge i generar, així, una producció cinematogràfica pròpia; Paral·lelament, es va posar en funcionament un taller de processament de pel·lícules. Durant molt de temps, els estudiants van viure en dormitoris situats a diferents zones de la ciutat, fins que el 1978 es va construir un edifici de16 pisos per tal d'allotjar un nou dormitori, ubicat al carrer Boris Galushkin 7.

### Institut Estatal de Cinematografia de tota la Unió S. A. Gueràssimov
A la dècada de 1970-1980, el rector de l'institut fou V. N. Zhdan. Per una resolució del Consell de Ministres de l'URSS del 5 de febrer de 1986, l'Institut Estatal de Cinematografia de tota la Unió va rebre el nom del director de cinema soviètic  S. A. Gueràssimov.

### Institut Estatal Panrús de Cinematografia S. A. Gueràssimov
Per ordre del Comitè de Cinematografia del Govern de la Federació de Rússia del 28 de juliol de 1992, l'institut fou reanomenat Institut Estatal Panrús de Cinematografia S. A. Gueràssimov.

### Universitat Estatal Panrussa de Cinematografia S. A. Gueràssimov
Per ordre de l'Agència Federal de Cultura i Cinematografia del 26 de març de 2008, l'institut es va transformar (tot i que es va mantenir l'anterior abreviatura "VGIK") en la Universitat Estatal Panrussa de Cinematografia S. A. Gueràssimov, rebent l'estatus d'institució federal.
El 22 de maig de 2015, la universitat va tornar el seu nom anterior: Institut Estatal Panrús de Cinematografia S. A. Gueràssimov. L'estatus d'universitat fou retornat a l'institut per ordre del Ministeri de Cultura de la Federació Russa el 29 d'abril de 2022. Durant tot el període, més de quinze mil especialistes treballant en més de vuitanta països d'arreu del món van rebre l'educació al VGIK.

## Facultats
Actualment, la formació d'especialistes a la universitat es realitza a les facultats següents:
- direcció
- interpretació
- art
- direcció de fotografia
- animació i multimèdia
- estudis de guió i cinema
- producció i economia.[20]

### Educació Secundària Professional
Des de l'any 2005, la Universitat gestiona el Col·legi de Cinema, Televisió i Multimèdia, una unitat d'educació professional secundària a temps complet amb especialitat en pintura. El programa de formació en profunditat inclou dibuix, pintura, història de la cultura mundial, composició d'obres d'art, ciència del color, animació, infografia, tecnologia de la informació i processament multimèdia. L' ensenyament té lloc en cooperació amb les facultats i departaments pertinents de la universitat al carrer Budaiskaia, 3.
Actualment, l'ensenyament professional secundari es pot obtenir a les sucursals del VGIK a Irkutsk, Rostov-on-Don i Sérguiev Possad, i a partir del 2021 també a la primera seu estrangera a Taixkent (Uzbekistan).

## Festival Internacional d'Estudiants VGIK
El 1961, l'Institut Estatal Panrús de Cinematografia, amb el suport del Ministeri de Cultura de l'URSS, va establir el Festival Internacional d'Estudiants del VGIK, un dels principals objectius del qual és demostrar i avaluar els assoliments creatius dels estudiants del VGIK, estudiants de Escoles de cinema, televisió i teatre russes i estrangeres. El festival continua celebrant-se fins avui.

## Premis
- Ordre de la Bandera Vermella del Treball.[6]
- Ordre de l'Amistat (Vietnam) (1 de novembre de 2009) - per la contribució activa a la formació de diverses generacions de treballadors cinematogràfics, la contribució a l'enfortiment i desenvolupament de les relacions d'amistat i cooperació entre Vietnam i Rússia.[28]
- Guardonat amb el premi nacional de cinema "Nika" del 2013 a la nominació especial "Per contribució a la ciència cinematogràfica, la crítica i l'educació" (4 de març de 2014).[29]
- Medalla d'or del Ministeri de Cultura de la República d'Armènia (2018).[30]
- Agraïment del president de la Federació Russa (12 d'agost de 2019) «pels serveis al desenvolupament de la cultura i l'art nacionals, molts anys d'activitat fructífera».[31]

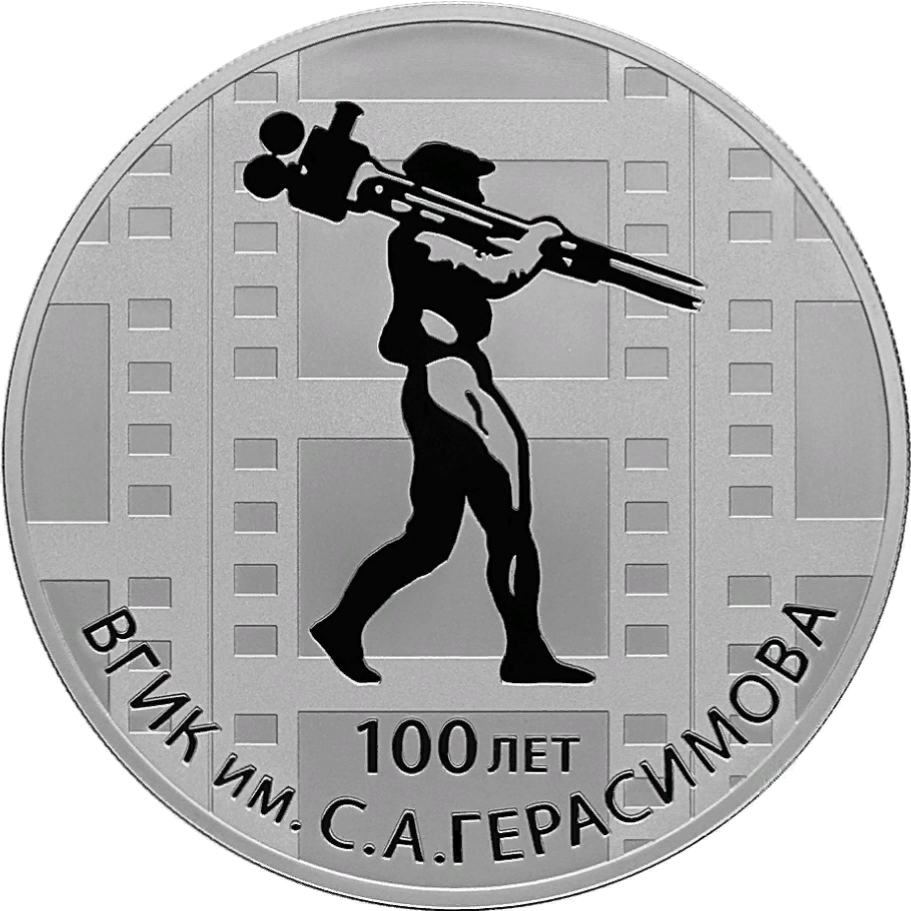
Moneda del Banc de Rússia, 100è aniversari de VGIK. S. A. Gueràssimova. 3 rubles, 2019, plata, revers.

## Numismàtica
El 28 d'agost de 2019, el Banc de Rússia va emetre una moneda de plata commemorativa amb un valor nominal de 3 rubles «100è aniversari de l'Institut Estatal Panrús de Cinematografia S. A. Gueràssimov».